# Christian Petrovcic
Christian Petrovcic (* 26. Februar 1991 in Leoben) ist ein österreichischer Fußballtorwart, der nebenbei auch als Fußballtrainer und Torwarttrainer tätig ist.

## Karriere
Petrovcic begann seine Karriere in seiner Heimatstadt beim DSV Leoben. 2005 wechselte er zum Grazer AK, für den er im April 2009 in der Regionalliga debütierte. 2010 wurde er an den DSV Leoben verliehen und nach der Saison fest verpflichtet. 2013 stieg er mit Leoben in die vierte Liga ab. 2014 wechselte er zum Zweitligisten Kapfenberger SV, wo er jedoch erst im März 2016 gegen den SC Wiener Neustadt sein Profidebüt gab.
Zur Saison 2018/19 kehrte er zum viertklassigen DSV Leoben zurück.